# Cage à lapins
Pour les articles homonymes, voir Cage (homonymie).
Pour ce qui concerne l'élevage des lapins, voir clapier.
 (octobre 2015).
Si vous disposez d'ouvrages ou d'articles de référence ou si vous connaissez des sites web de qualité traitant du thème abordé ici, merci de compléter l'article en donnant les références utiles à sa vérifiabilité et en les liant à la section « Notes et références ».
Cage à lapins (en chinois : 蜗居 ; pinyin : wōjū ; littéralement « maison d'escargot ») est une série télévisée chinoise de 35 épisodes diffusée en 2009.

## Synopsis
Elle raconte l'histoire de deux sœurs Guo Haiping (郭海萍) et Guo Haizao (郭海藻) dans la ville imaginaire de Jiangzhou (江洲). L'immobilier est au cœur de la série, la hausse des prix, la difficulté d'acheter un premier logement pour les jeunes couples, l'avidité des promoteurs, les expropriations, la corruption des politiques.

## Censure
Bien que déjà réduite à 33 épisodes après une première intervention de la censure, sa diffusion à la télévision est interrompue. La série reste visible sur internet.